# Amelogenin
Amelogenin là một nhóm protein có vai trò quan trọng trong quá trình hình thành men răng. Chức năng cụ thể của protein này chưa được rõ, nhưng dường như nó giúp chống đỡ và chia tách các tinh thể men răng trong quá trình tăng trưởng. Amelogenin được sản sinh từ các tế bào men, chúng là các protein đặc hiệu, chứa nhiều nhóm proline, leucine, histidine và glutamyl. Amelogenin là thành phần chính của cơ chất ngoại bào ở men răng, nhưng dần dần chúng bị loại bỏ khỏi men răng khi không còn cần thiết, và men răng trưởng thành chứa rất ít protein.
Một gien mã hóa protein này được gọi là AMELX, có nghĩa là "gien amelogenin nằm trên nhiễm sắc thể X". Cũng có gien AMELY - tức nằm trên nhiễm sắc thể Y, tuy nhiên nó ít được chú ý vì mức độ biểu hiện rất thấp và không có vai trò quan trọng. AMELX tọa lạc tại vị trí Xp22.1-Xp22.3 còn AMELY tại vị trí Yp 11.2[5]. Đột biến gien AMELX có thể gây ra rối loạn trong quá trình phát triển men răng và gây ra bệnh sinh men bất toàn (amelogenesis imperfecta).
Gien amelogenin có thể được ứng dụng trong xác minh giới tính của sinh vật.